# Stephen Douglas

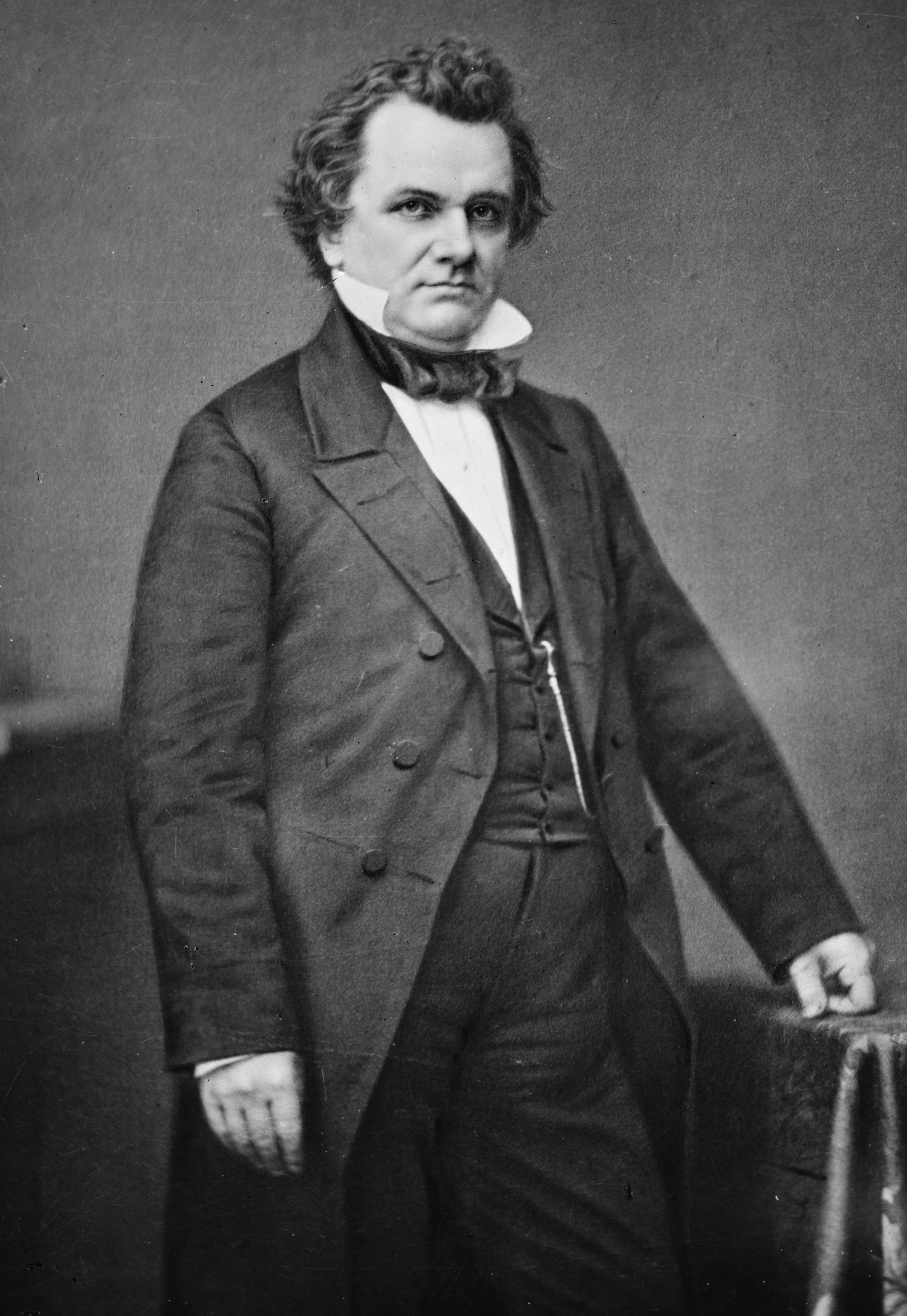
Stephen A. Douglas

Stephen Arnold Douglas (Brandon, Vermont, 23 april 1813 - Chicago, 3 juni 1861) was een Amerikaans senator voor de staat Illinois. Tevens was hij in 1860 voor de Democraten presidentskandidaat. Het meest bekend is hij geworden door een serie debatten met de latere president van de Verenigde Staten, Abraham Lincoln toen beiden in 1858 kandidaat voor de Senaat waren.

## Vroege leven
Hoewel geboren in New England trok Douglas na zijn opleiding naar Illinois waar hij advocaat werd. Douglas voelde zich al snel thuis in Illinois en hij beschouwde zichzelf als een westerner. In 1836 begon hij zijn politieke loopbaan na verkozen te worden in de wetgevende vergadering van Illinois, de Illinois General Assembly. Na een korte tijd als secretary of State of Illinois nam hij in 1841 zitting aan het Illinois Hooggerechtshof.
Al in 1843 ging hij de landelijke politiek in. Hij werd lid van het Huis van Afgevaardigden alwaar hij een voorstander werd van de Oorlog met Mexico. Tijdens zijn 4 jaar durende termijn in het Huis sprak hij meermaals over de noodzaak van gebiedsuitbreiding voor de Verenigde Staten. Vanwege zijn klein postuur en zijn reputatie als begaafd spreker kreeg hij de bijnaam Little Giant.
In 1847 werd hij senator alwaar hij als hoofd van de Senate Committee on Territories (Senaatscommissie voor territoria) van belang was bij de creatie van diverse nieuwe territoria in het westen van het land. Ook hier sprak hij veelvuldig zijn steun uit voor gebiedsuitbreiding, bijvoorbeeld door de annexatie van Texas, Cuba en andere gebieden. Ook was hij tegenstander van een compromis dat met Groot-Brittannië werd gesloten over de verdeling van Oregon Country tussen beide landen.
Samen met senator Henry Clay werkte hij in de senaat ook voor de aanname van het Compromis van 1850. In 1854 was hij mede verantwoordelijk voor de Kansas-Nebraska Act, een wet die tot doel had de bevolking van beide territoria zelf te laten beslissen of zij, wanneer ze als staten tot de Unie zouden worden toegelaten, slavernij zouden toestaan. Douglas was van mening dat niet de centrale regering maar de inwoners zelf deze beslissing het beste konden nemen.

## Lincoln-Douglas debatten
Douglas werd in 1852 herkozen in de senaat en in 1858 was hij wederom kandidaat, samen met de Republikein Abraham Lincoln. Een serie van zeven debatten, die met name het vraagstuk van de slavernij omvatte, tussen beide kandidaten gaf de race om de senaatszetel in Illinois een landelijke bekendheid.
Tijdens de debatten verklaarde Douglas dat in zijn ogen het land was bestemd voor de blanken en dat de zwarte bevolking nimmer gelijkheid zou verdienen. Lincoln bracht hier tegenin dat de Amerikaanse Onafhankelijkheidsverklaring iedereen gelijke kansen toedichte. Zijn streven om de bevolking zelf te laten kiezen over de slavernijkwestie kostte Douglas veel steun in zijn partij die met name in de zuidelijke, slavenhoudende, staten haar machtsbasis had.
Douglas won uiteindelijk de senaatszetel voor een derde termijn maar de debatten hadden Lincoln landelijke bekendheid gegeven.

## Verkiezingen van 1860 en de Burgeroorlog
Voor de presidentsverkiezingen die in 1860 op het programma stonden was Douglas, evenals in 1852 en 1856, kandidaat. De Democratische Partij was echter hopeloos verdeeld over de slavernijkwestie en uiteindelijk won Douglas de nominatie met alleen de steun van de noordelijke delegatieleden bij de nominatieconventie van de partij. De zuidelijke vleugel splitste zich af en nomineerde John Breckinridge.
Naast Breckinridge was ook Lincoln kandidaat voor het presidentschap. Hoewel Douglas met ruim 29% van de stemmen tweede werd bij de verkiezingen won hij slechts 12 stemmen in het kiescollege en Lincoln werd president.
Na de verkiezing van Lincoln sprak Douglas zich in sterke bewoordingen uit tegen de dreigende afscheiding van de zuidelijke staten van de Unie. Nadat de Amerikaanse Burgeroorlog een feit was, zegde hij president Lincoln zijn steun toe en op verzoek van de president reisde hij af naar het middenwesten en enkele grensstaten om zodoende in deze gebieden steun voor de Unie te mobiliseren. Tijdens deze reis liep Douglas tyfus op en hij overleed korte tijd later in Chicago. Hij werd 48 jaar oud.

## Geschriften
- The Lincoln-douglas Debates: The First Complete, Unexpurgated Text, S. Douglas en A. Lincoln. Redactie: H. Holzer, 1993
- A brief treatise upon constitutional and party questions, and the history of political parties, 1861 (online versie
- The Letters of Stephen A. Douglas onder redactie van R. Johannsen, 1961